# Petrovszk-zabajkalszkiji járás
A Petrovszk-zabajkalszkiji járás (oroszul Петровск-Забайкальский район) járás Oroszország Bajkálontúli határterületén. Székhelye Petrovszk-Zabajkalszkij.
A járást 1926-ban hozták létre. 

## Népessége
- 2002-ben 21 110 lakosa volt.
- 2010-ben 37 900 lakosa volt.